# Vorzeitigkeit
Vorzeitigkeit bedeutet in der Grammatik, dass eine geschilderte Handlung vor einer zweiten, in einer übergeordneten Konstruktion geschilderten Handlung stattgefunden hat.
Die Vorzeitigkeit gehört neben der Gleichzeitigkeit und der Nachzeitigkeit zu den Zeitverhältnissen (Consecutio temporum). Ihr Gebrauch in einer Sprache hängt vom zeitlichen Bezug der Handlung ab.

## Deutsche Sprache
Gliedsätze sind gegenüber den übergeordneten Konstruktionen
- durch bestimmte (temporale) Konjunktion wie z. B. nachdem, als, sobald, seitdem, sowie, wenn
- durch das Tempus

als vorzeitig gekennzeichnet.
Aus der Sicht der Handlung (Zeitstrahl); wenn das in einem Nebensatz (Protasis) versprachlichte Ereignis oder Geschehen vor dem im Hauptsatz (Apodosis) ausgedrückten Ereignis einsetzt, wird von Vorzeitigkeit gesprochen.
Beispiel: „Nachdem der Wikipedianer einen Artikel geschrieben hatte (Plusquamperfekt), benutzte (Präteritum) er die Vorschaufunktion.“
Auch das Partizip Perfekt signalisiert Vorzeitigkeit.
Beispiel: „Der geschriebene Artikel wurde gespeichert.“

## Lateinische Sprache
Auch hier sind Gliedsätze
- durch bestimmte Subjunktionen wie z. B. postquam
- durch das Tempus (das allerdings, wie auch der Modus, durch die Subjunktion entgegen den eigentlichen Regeln der Zeitenfolge beeinflusst werden kann)

als vorzeitig gegenüber der übergeordneten Konstruktion gekennzeichnet.
Beispiel: Homo „cum“ sermonem „scripsisset“, se recepit.
Wie im Deutschen gilt ferner das PPP als vorzeitig gegenüber der übergeordneten Verbform. Es kann beispielsweise als Participium coniunctum oder auch als Teil eines Ablativus absolutus auftreten.
Beispiel: Sermone „scripto“ homo se recepit.
Außerdem gilt der Infinitiv Perfekt, der z. B. im AcI oder NcI verwendet werden kann, als vorzeitig gegenüber der übergeordneten Konstruktion.
Beispiel: Homo se sermonem „scripsisse“ dixit.